# Chelicerca alpina
Chelicerca alpina is een insectensoort uit de familie Anisembiidae, die tot de orde webspinners (Embioptera) behoort. De soort komt voor in El Salvador.
Chelicerca alpina is voor het eerst wetenschappelijk beschreven door Ross in 2003.